# Макнайтен, Теренс Чарльз
Сэр Теренс Чарльз Макнайтен (англ. Terence Charles Macnaghten; 3 декабря 1872, Аллахабад, Британская Индия — 30 июня 1944, Уинчестер, Гэмпшир, Великобритания) — британский государственный и колониальный деятель, администратор Сент-Кристофер-Невис-Ангильи (1929—1931).

## Биография
Родился в семье адвоката Эллиота Макнайтена и Джейн Марии Вайбарт.
Он окончил Хертфорд-колледж Оксфордского университета со степенью бакалавра гуманитарных наук.
В 1929—1931 гг. — администратор Сент-Кристофер-Невис-Ангильи.

## Награды и звания
- Командор ордена Британской империи (1918)
- Кавалер Ордена Святого Михаила и Святого Георгия (1923)